# Trò chơi năm 1979
Trang này liệt kê các board game,  card game, wargame, miniatures game, và trò chơi nhập vai tabletop xuất bản năm 1979.  Đối với trò chơi điện tử, xem Trò chơi điện tử năm 1979.

## Trò chơi được phát hành hoặc phát minh năm 1979
- 4th Dimension
- Asteroid Zero-Four
- The Awful Green Things From Outer Space
- The Beastlord
- Belter
- Bloodtree Rebellion
- Cerberus
- Cheops
- Chinese Farm (phiên bản thứ 2)
- Circus Maximus
- Colony Delta
- The Creature That Ate Sheboygan
- Darkover
- Demons
- Divine Right
- Double Star
- Dune
- Earth Game
- The Farming Game
- Freedom in the Galaxy
- Godsfire
- Guess Who?
- Holy War
- Hot Spot
- Invasion of the Air-eaters
- John Carter: Warlord of Mars
- King Arthur
- Knights and Knaves
- The Legend of Robin Hood
- MAATAC
- The Mad Magazine Card Game
- The Mad Magazine Game
- Magic Realm
- Magic Wood
- Marine: 2002
- Napoleon at Leipzig
- Prochorovka: Armor at Kursk
- Sigma Omega
- Snapshot
- Space Future
- Sqwurm
- Star Fleet Battles
- Star Quest
- Starfall
- Starfire
- StarGate
- Streets of Stalingrad
- Survival / The Barbarian
- Swordquest
- Time War
- Titan Strike!
- Trivial Pursuit
- Vector 3
- Villains and Vigilantes (trò chơi nhập vai tabletop)
- War of the Sky Cities
- Warlock
- Wizard's Quest
- Zargo's Lords

## Giải thưởng trò chơi được trao năm 1979
- Spiel des Jahres: Hare and Tortoise (năm đầu tiên trao tặng)

## Sự kiện lớn liên quan đến trò chơi năm 1979
- Task Force Games được được thành lập bởi Allen Eldridge và Stephen Cole.